# NGC 6744
NGC 6744 (také známá jako Caldwell 101) je spirální galaxie v souhvězdí Páva vzdálená přibližně 28 milionů světelných let. Objevil ji australský astronom James Dunlop v roce 1826. 

## Pozorování

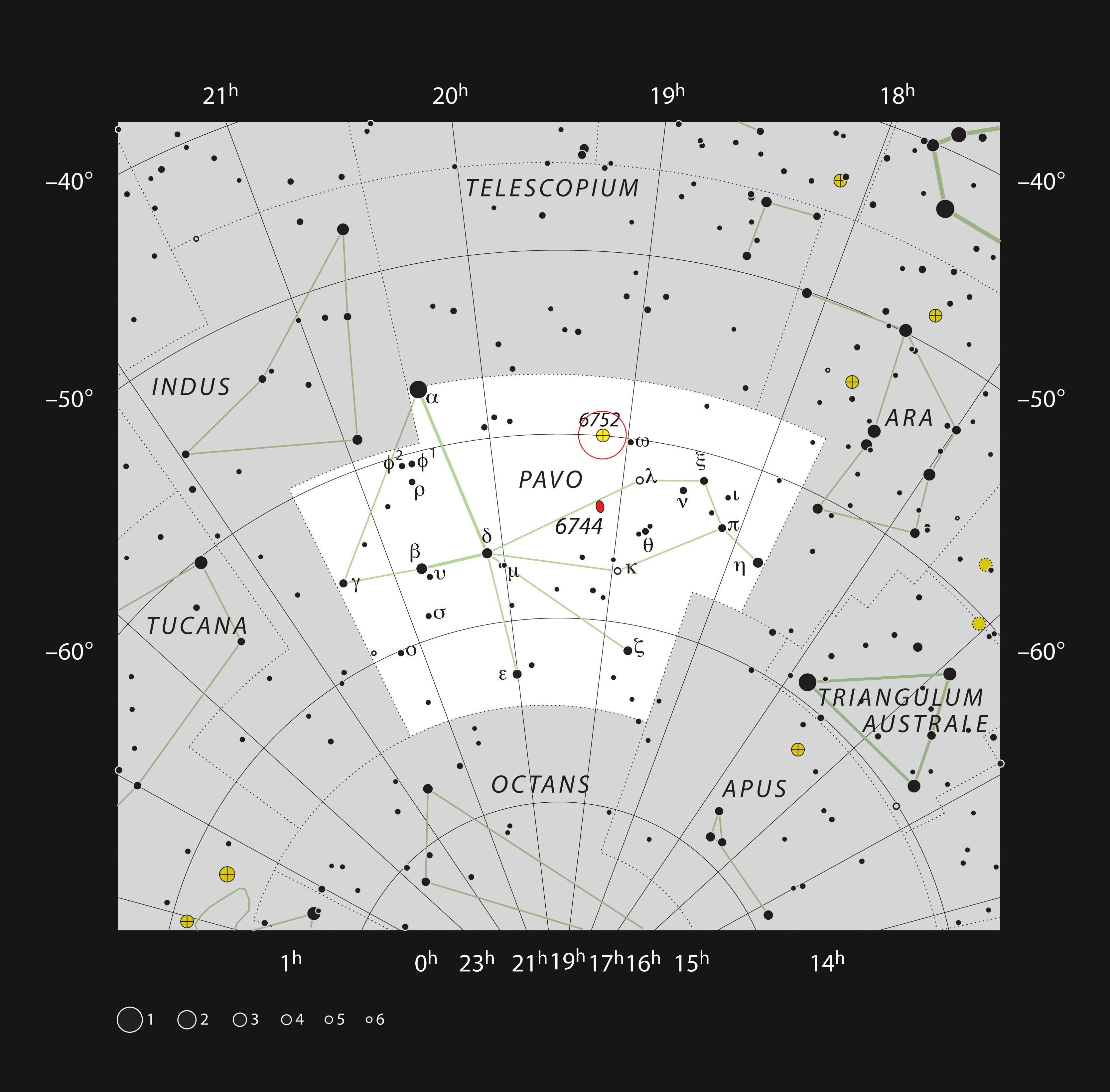
Poloha galaxie NGC 6744 v souhvězdí Páva

Na obloze se nachází ve střední části souhvězdí Páva, 4 stupně jižně od kulové hvězdokupy NGC 6752 a 2,5 stupně jihovýchodně od hvězdy s magnitudou 4,2 λ Pavonis. Považuje se za jednu z galaxií nejpodobnějších Mléčné dráze v jejím blízkém okolí, protože má chomáčkovitá ramena a protažené jádro. Patří k ní také jedna narušená přidružená galaxie (NGC 6744A), která se trochu podobá jednomu z Magellanových oblaků.

## Supernovy
V galaxii NGC 1097 zatím byla pozorována jedna supernova typu Ic s magnitudou 16 a označením SN 2005at.

## Sousední galaxie
NGC 6744 je nejvýznamnější člen Skupiny galaxií NGC 6744, která leží ve vzdálenosti 40 milionů světelných let a kam patří i NGC 6684, NGC 6684A a několik dalších galaxií.